# Tjärhandlaren
Tjärhandlaren, originaltitel Tjærehandleren, är en roman av Aksel Sandemose från 1945. I boken får läsaren stifta bekantskap med sol-och-våraren Audun Hamre, en man som utger sig för att vara tjärhandlare, därav bokens titel. En annan viktig rollfigur är landsbygdsläkaren Verner Vestad, till synes Hamres diametrala motsats i allt han företar sig, medan de två männen under ytan känner ett hemligt släktskap. Handlingen utspelar sig till större delen under den tyska ockupationen av Norge.